# Elezioni comunali in Piemonte del 1988
Le elezioni comunali in Piemonte del 1988 si tennero il 29-30 maggio.

## Provincia di Torino

### Ciriè
| Partito                            | Partito                                     | Voti   | %     | Seggi | Differenza (%) | /       |
| ---------------------------------- | ------------------------------------------- | ------ | ----- | ----- | -------------- | ------- |
|                                    | Democrazia Cristiana                        | 4 616  | 37,64 | 13    | 1,56           | 1       |
|                                    | Partito Comunista Italiano                  | 2 521  | 20,56 | 7     | 7,31           | 2       |
|                                    | Partito Socialista Italiano                 | 1 580  | 12,88 | 4     | 0,08           | Stabile |
|                                    | Union Piemontèisa                           | 662    | 5,40  | 1     | -              | 1       |
|                                    | Partito Liberale Italiano                   | 622    | 5,07  | 1     | 2,47           | 1       |
|                                    | Democrazia Proletaria                       | 596    | 4,86  | 1     | 1,67           | Stabile |
|                                    | Partito Repubblicano Italiano               | 535    | 4,36  | 1     | 1,60           | Stabile |
|                                    | Piemont Autonomista                         | 525    | 4,28  | 1     | -              | 1       |
|                                    | Partito Socialista Democratico Italiano     | 405    | 3,30  | 1     | 0,55           | Stabile |
|                                    | Movimento Sociale Italiano-Destra Nazionale | 201    | 1,64  | 0     | 1,06           | Stabile |
| Totale                             | Totale                                      | 12 263 | 100   | 30    |                |         |
| Fonte: Archivio storico La Stampa. |                                             |        |       |       |                |         |

## Provincia di Novara

### Novara
| Partito                            | Partito                                     | Voti   | %     | Seggi | Differenza (%) | /       |
| ---------------------------------- | ------------------------------------------- | ------ | ----- | ----- | -------------- | ------- |
|                                    | Democrazia Cristiana                        | 19 444 | 27,97 | 15    | 1,45           | 1       |
|                                    | Partito Socialista Italiano                 | 15 296 | 22,00 | 12    | 6,42           | 4       |
|                                    | Partito Comunista Italiano                  | 14 820 | 21,31 | 11    | 6,32           | 4       |
|                                    | Partito Socialista Democratico Italiano     | 7 420  | 10,67 | 5     | 0,14           | Stabile |
|                                    | Lista Verde                                 | 3 375  | 4,85  | 2     | -              | 2       |
|                                    | Partito Repubblicano Italiano               | 2 908  | 4,18  | 2     | 1,40           | 1       |
|                                    | Movimento Sociale Italiano-Destra Nazionale | 2 746  | 3,95  | 2     | 1,37           | Stabile |
|                                    | Partito Liberale Italiano                   | 1 807  | 2,60  | 1     | 2,61           | 1       |
|                                    | Democrazia Proletaria                       | 1 055  | 1,52  | 0     | -              | -       |
|                                    | Piemont Autonomista                         | 346    | 0,50  | 0     | -              | -       |
|                                    | Union Piemontèisa                           | 311    | 0,45  | 0     | -              | -       |
| Totale                             | Totale                                      | 69 528 | 100   | 50    |                |         |
| Fonte: Archivio storico La Stampa. |                                             |        |       |       |                |         |